# Davison Dalziel, 1. Baron Dalziel of Wooler

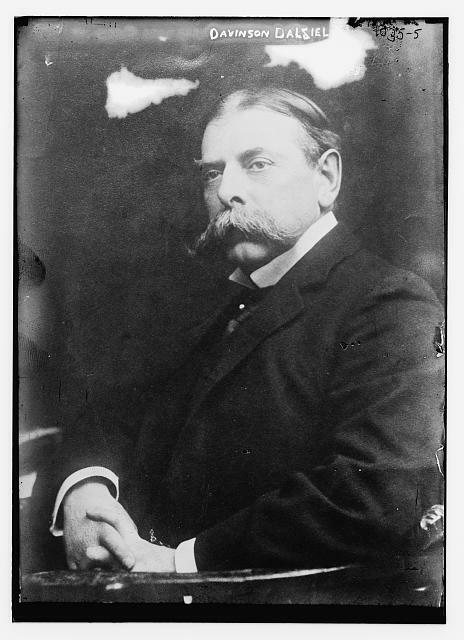
Davison Dalziel (1921)

Davison Alexander Dalziel, 1. Baron Dalziel of Wooler (* 17. Oktober 1852; † 18. April 1928), war ein britischer Journalist, Politiker und Unternehmer.

## Leben
Dalziel wurde als Sohn von Davison Octavian Dalziel und Helen Gaulter geboren, er entstammte einer Familie aus den schottischen Lowlands und Northumberland, deren Mitglieder vor allem als Graveure und Zeichner bekannt waren.
Dalziel ging als junger Mann Anfang der 1870er Jahre nach Australien. In Sydney arbeitete er als Journalist für die Zeitung Sydney Echo. Dort heiratete er im Januar 1876 auch seine Frau Harriet Dunning. Anschließend ging er in die USA, wo er ab 1880 ebenfalls im Zeitungsgewerbe aktiv war. 1890 ging er zurück nach England und gründete dort Dalziel's News Agency, eine Presseagentur. Am Rande in den Panamaskandal verwickelt, musste die Agentur bereits 1893 wieder schließen.
Dalziel erwarb in den Folgejahren Anteile am Evening Standard und weiteren Zeitungen, zudem wurde er in verschiedenen weiteren Wirtschaftsbereichen als Investor aktiv. Ab etwa 1900 erweiterte Dalziel seine Aktivitäten über das Zeitungsgeschäft hinaus und wandte sich dem Verkehrsbereich zu. Bereits 1903 war er Mitglied des Verwaltungsrats der Compagnie Internationale des Wagons-Lits (CIWL) geworden. 1906, nach anderen Angaben erst 1908, erwarb er von der amerikanischen Pullman Palace Car Company deren britische Tochter, die Pullman Car Company (PCC). Dazu gehörte nicht nur der Wagenpark und die noch laufenden Verträge mit den Bahngesellschaften, sondern auch das Recht, seine Wagen und Züge mit dem Namen „Pullman“ zu bezeichnen und den Namen auch in ganz Europa entsprechend zu verwenden. Dalziel erweiterte zügig das Netz der Wagen- und Zugläufe in Großbritannien. Die wenigen Schlafwagen, die die britische Pullman-Gesellschaft zuletzt noch auf den Strecken der Highland Railway in den nördlichen Highlands betrieben hatte, stellte er ein. Er konzentrierte das Geschäft auf komplette Tageszüge mit Pullmanwagen wie etwa der Brighton Belle zwischen London und Brighton sowie als Kurswagen in normalen Schnellzügen eingesetzte Pullmanwagen. Charakteristisch für die Wagen war die Gestaltung als salonartiger Großraum und der Am-Platz-Service, für den ein Teil der Wagen Küchen erhielt.
1915 wandelte Dalziel die Pullman Car Company in eine Aktiengesellschaft um. Ab 1919 war Dalziel Vorsitzender des CIWL-Verwaltungsrates. Als solcher setzte er bei der CIWL auch auf dem europäischen Festland die Einführung von Pullmanwagen und Pullman-Express-Zügen wie dem Flèche d’Or und dem Étoile du Nord durch. 1925 verkaufte er die Mehrheit der britischen Pullman Car Company an die CIWL – die Pullmangesellschaft ging damit zunächst teilweise in den Besitz ihres früher größten Konkurrenten über, zehn Jahre später erwarb die CIWL die restlichen Anteile. Diese Besitzverhältnisse wurden allerdings bis Mitte der 1970er Jahre seitens der CIWL verschwiegen, offiziell arbeiteten beide Firmen lediglich freundschaftlich zusammen. Auch privat war Dalziel mit Georges Nagelmackers, dem Gründer der CIWL verbunden, seine einzige Tochter Elizabeth heiratete 1903 Nagelmackers einzigen Sohn René.
Neben dem Eisenbahnbereich investierte Dalziel im Taxigewerbe und den ersten Omnibusbetrieben. Er wurde Chairman der General Motor Cab Company, die 1908 die United Motor Cab Company übernahm. Vor dem Ersten Weltkrieg betrieb die Gesellschaft im Raum London mehrere tausend Taxis und diverse Buslinien. Darunter waren auch als Pullman Omnibus bezeichnete Luxusbusse.
In den Jahren vor dem Ersten Weltkrieg wurde Dalziel auch als Politiker aktiv. Bei den Wahlen zum House of Commons im Januar 1910 gewann er als Mitglied der Tories den Sitz des Wahlkreises Brixton im Londoner Stadtteil Lambeth. Diesen hielt er bis zur Wahl im Dezember 1923, bei der die Tories 86 Sitze einbüßten. Die Labour-Regierung unter Ramsay MacDonald konnte sich nur 10 Monate halten und bei der nächsten Wahl im Oktober 1924 errangen die Konservativen einen deutlichen Sieg. Auch Dalziel konnte seinen Wahlkreis in Brixton zurückerobern.

Am 9. Juni 1927 schied Dalziel aus dem Unterhaus aus, nachdem er die Chiltern Hundreds erhalten hatte. Er starb weniger als ein Jahr später. 

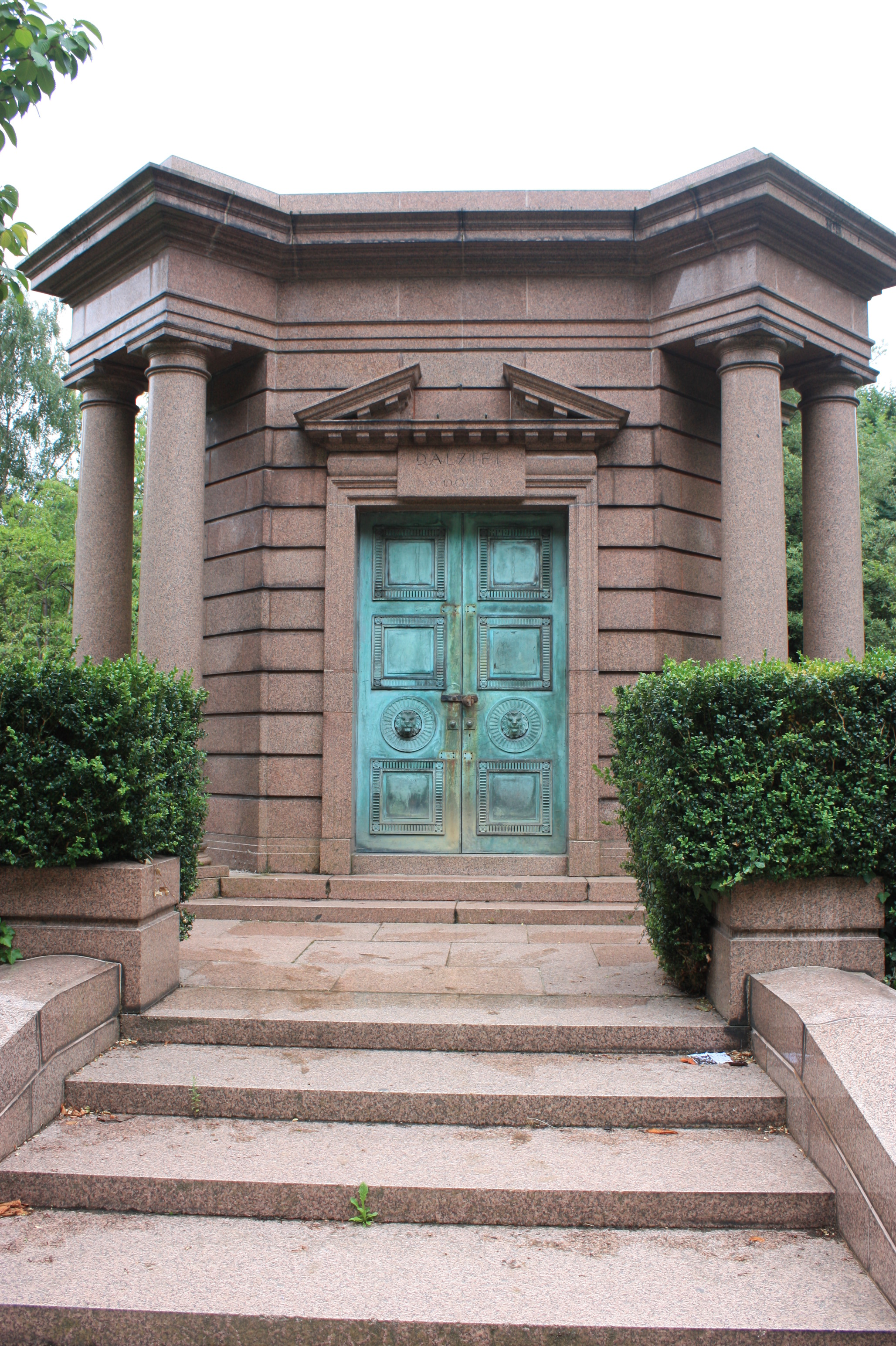
Gruft von Baron Dalziel of Wooler auf dem Highgate Cemetery im Londoner Stadtteil Camden

Seine Gruft befindet sich auf dem Highgate Cemetery im Londoner Stadtteil Camden.

## Adelstitel und Orden
Dalziel erhielt für seine Tätigkeit verschiedene Ehrungen und Auszeichnungen. Am 14. Mai 1919 wurde er mit dem erblichen Titel Baronet, of Wooler in the County of Northumberland, geadelt. Nach seinem Abschied aus dem Unterhaus wurde er am 4. Juli 1927 als Baron Dalziel of Wooler, of Wooler in the County of Northumberland, zum erblichen Peer erhoben und als solcher Mitglied des House of Lords. Da er keine männlichen Nachkommen hinterließ, erloschen seine Titel mit seinem Tod.
Darüber hinaus erhielt er weitere Auszeichnungen:
- Kommandeur des Ordens der Krone von Italien
- Offizier der Ehrenlegion